# Universidade de Nebraska-Lincoln

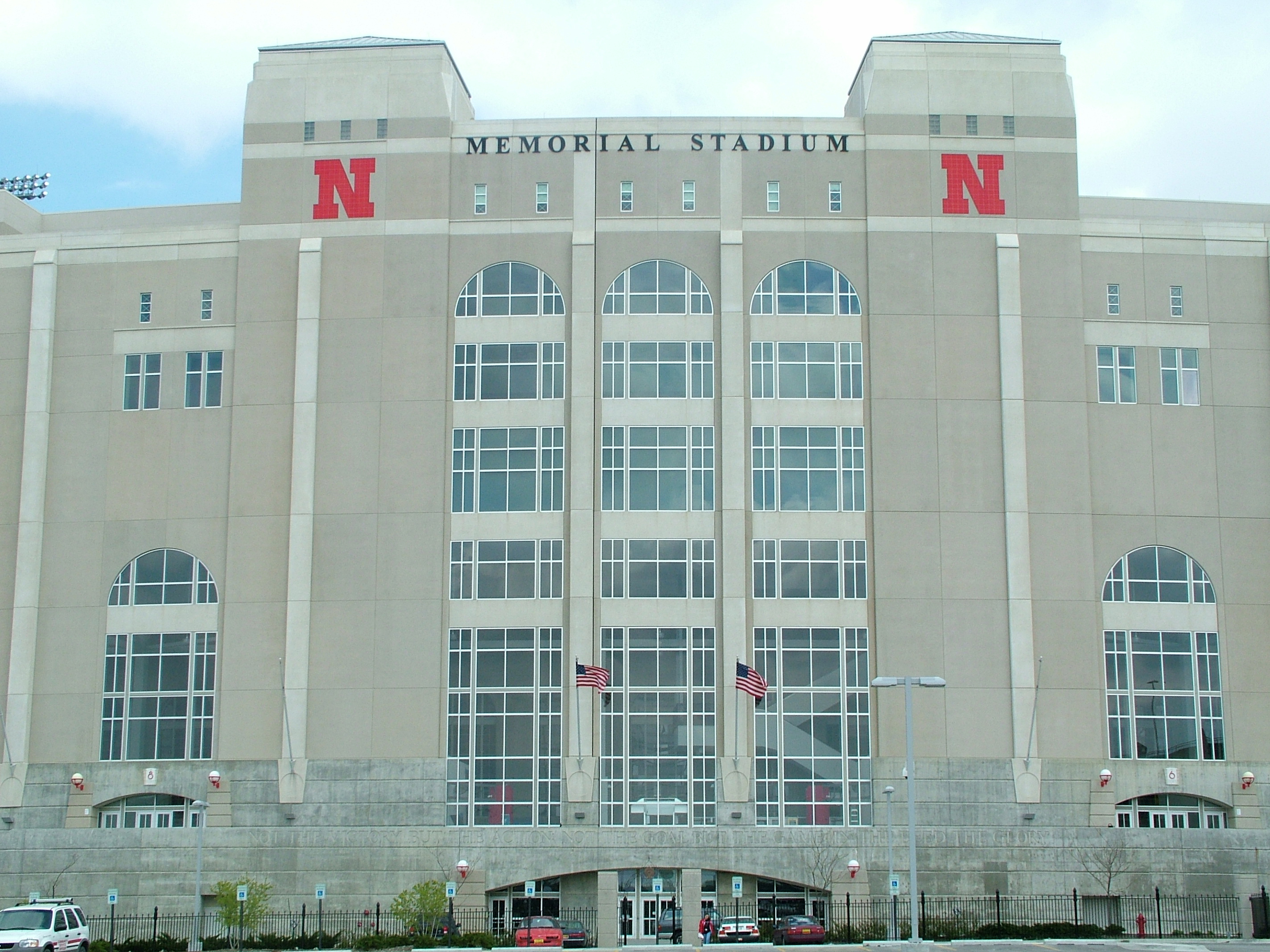
Memorial Stadium, Lincoln
Universidade de Nebraska-Lincoln

Universidade de Nebraska-Lincoln também conhecida pela sigla UNL, é uma universidade norte-americana, localizada no estado de Nebraska. A instituição foi fundada em 1869.

## Ex-alunos
Muitos ex-alunos da UNL obtiveram um sucesso considerável nos campos de atletismo, pesquisa científica, serviço público, educação e negócios. Ex-alunos notáveis incluem:
- Warren Buffett (empreendedor, investidor e filantropo)
- Jordan Burroughs (medalhista olímpico na categoria wrestler)
- Johnny Carson (comediante e apresentador de televisão)
- Willa Cather (autor)
- Scott Frost (treinador de futebol americano)
- Roxane Gay (escritor e professor)
- Alex Gordon (jogador da MLB)
- Ted Kooser (poeta)
- Tommy Lee (baterista)
- Tyronn Lue (técnico e jogador da NBA)
- Gene Okerlund (entrevistador e locutor de wrestling)
- Tom Osborne (treinador, Congressista dos EUA)
- John J. Pershing (militar)
- Khanto Bala Rai, (educador e diretor de escola)
- Joel Sartore (fotógrafo)
- Will Shields (jogador da NFL Hall of Famer)
- Ted Sorensen (político)
- Ndamukong Suh (jogador da NFL)
- Zac Taylor (treinador do Cincinnati Bengals)
- Kārlis Augusts Vilhelms Ulmanis (fundador da  República da Letônia e primeiro primeiro-ministro[2])
- Tony Watson, (jogador do San Francisco Giants)
- Evan Williams (co-fundador do Twitter)
- Jeff Zeleny (jornalista correspondente da CNN)

Três ex-alunos ganharam o Prêmio Nobel, oito ganharam o Prêmio Pulitzer, 22 foram selecionados como bolsistas Rhodes, um foi selecionado como bolsista Marshall, 29 foram selecionados como bolsistas Goldwater e 15 foram selecionados como bolsistas Truman. Em 2010, a Universidade de Nebraska-Lincoln foi nomeada Truman Scholarship Honor Institution.
- George Wells Beadle (Prêmio Nobel de Medicina (1958))
- Alan Heeger (Prêmio Nobel de Química (2000))
- Donald James Cram (Prêmio Nobel de Química (1987))